# Post (Texas)
Post es una ciudad ubicada en el condado de Garza en el estado estadounidense de Texas. En el Censo de 2010 tenía una población de 5376 habitantes y una densidad poblacional de 550 personas por km².

## Geografía
Según la Oficina del Censo de los Estados Unidos, Post tiene una superficie total de 9.77 km², de la cual 9.7 km² corresponden a tierra firme y (0.77%) 0.08 km² es agua.

## Demografía
Según el censo de 2010, había 5376 personas residiendo en Post. La densidad de población era de 550 hab./km². De los 5376 habitantes, Post estaba compuesto por el 81.99% blancos, el 7.38% eran afroamericanos, el 0.63% eran amerindios, el 0.13% eran asiáticos, el 0.06% eran isleños del Pacífico, el 8.56% eran de otras razas y el 1.25% pertenecían a dos o más razas. Del total de la población el 51.62% eran hispanos o latinos de cualquier raza.